# Face à face (film, 2013)
Cet article concerne le film de Mark Steven Johnson. Pour l'album de Death Angel, voir Killing Season.
Pour les articles homonymes, voir Face à face.
Pour plus de détails, voir Fiche technique et Distribution.
Face à face (Killing Season) est un film américano-belgo-bulgare réalisé par Mark Steven Johnson sorti en 2013.

## Synopsis
Dans les Appalaches, un vétéran de la guerre de Bosnie vit tranquillement dans une cabane dans les bois jusqu'à ce qu'un étranger, en fait un ancien soldat serbe ivre de vengeance, débarque à proximité.

## Fiche technique
- Titre original : Killing Season
- Titre français pour la sortie en vidéo : Face à face
- Titre québécois : Face-à-face
- Titre de travail : Shrapnel[1]
- Réalisation : Mark Steven Johnson
- Scénario : Evan Daugherty
- Direction artistique : Kirk M. Petruccelli
- Décors : Kirk M. Petruccelli
- Costumes : Denise Wingate
- Photographie : Peter Menzies Jr.
- Montage : Sean Albertson
- Musique : Christopher Young
- Production : Paul Breuls, Ed Cathell III, Anthony Rhulen et John Thompson
- Sociétés de production : Corsan, Nu Image Films, Promised Land Productions et Millennium Films
- Sociétés de distribution :  Millennium Films, Metropolitan Filmexport (France)
- Pays de production :  États-Unis,  Belgique,  Bulgarie
- Budget :
- Langue originale : anglais
- Genre : action, thriller
- Format : Couleurs - 35 mm - 2.35:1 -  Son Dolby numérique
- Durée : 91 minutes
- Dates de sortie[1] :
  - États-Unis : 12 juillet 2013 (sortie limitée)
  - France : 6 septembre 2013 (Festival du cinéma américain de Deauville 2013)
  - France : 10 février 2014 (sortie en vidéo)

## Distribution
- John Travolta (V. F. : Thierry Hancisse ; V. Q. : Jean-Luc Montminy) : Emil Kovac
- Robert De Niro (V. F. : Jacques Frantz ; V. Q. : Hubert Gagnon) : Benjamin Ford
- Milo Ventimiglia (V. F. : Damien Ferrette ; V. Q. : Hugolin Chevrette) : Chris Ford
- Elizabeth Olin (V. Q. : Kim Jalabert) : Sarah Ford

Source et légende : Version québécoise (V. Q.) sur Doublage Québec

## Production

### Développement
Au début des années 2000, le projet est développé sous le titre Shrapnel et l'histoire se déroule dans les années 1970. John Travolta et Nicolas Cage devaient se retrouver après Volte-face alors que John McTiernan devait réaliser le film,. Quelques années plus tard, le script est remanié : l'histoire se déroule désormais de nos jours dans les Appalaches.

### Tournage
Le tournage débute le 16 janvier 2012. Il se déroule principalement dans les Appalaches ainsi que dans le nord de la Géorgie (notamment le Comté de Rabun, Douglasville). Certaines scènes sont également tournées en studio à Sofia en Bulgarie.

## Réception critique
D'abord accueilli avec circonspection, cette production triple nationalités fut fortement plébiscitée notamment par la critique dans les pays de l'ancien régime du bloc soviétique. 
Au depart, l'idée de voir s'affronter deux nations par l'intermédiaire d'anciens combattants aurait pu raviver de vieilles rancœurs. Il n'en fut rien. Durant l'avant-première à Bruxelles, cette introspection fut applaudie et les critiques positives relativement bonnes lancèrent le film rapidement.

## Box-office
Sorti dans 12 salles aux États-Unis, Face à face a engrangé 39,881 $ de recettes après une seule semaine à l'affiche. Le total du box-office mondial est de 1 000 607 $.

## Récompenses et distinctions

### Nominations
- Festival du cinéma américain de Deauville 2013 : hors compétition, sélection « Premières »